# Gerhard Stinglwagner
Gerhard K. F. Stinglwagner (* 1941) ist ein deutscher Autor.

## Leben
Stinglwagner war bis zu seiner Pensionierung Beamter (Diplom-Verwaltungswirt/FH) am Bayerischen Staatsministerium für Ernährung, Landwirtschaft und Forsten. Der  Jäger und Angler ist unter anderem Autor des Kosmos Wald- und Forstlexikons und des Großen Kosmos Angellexikons. Stinglwagner ist Oberstleutnant d.R. a. D.  

## Schriften (Auswahl)
- Das große Kosmos Angel- und Fischereilexikon. Franckh-Kosmos, Stuttgart 2002, ISBN 3-440-09281-X.
  - slowakisch: Lexikón rybárstva. Editorial Aktuell, Bratislava 2009, ISBN 978-80-89153-41-1.
- mit Ilse Haseder: Das große Kosmos Jagdlexikon. Vollst. aktualisierte Neuausg. Weltbild, Augsburg 2012, ISBN 978-3-440-152195 (EA München 1984 mit dem Titel Knaurs Großes Jagdlexikon)
- Das große Kosmos-Jagdlexikon. Kosmos, Stuttgart 2010, ISBN 978-3-440-12309-6 (EA Stuttgart 1998)
- mit Ilse Haseder und Reinhold Erlbeck: Das Kosmos Wald- und Forst-Lexikon. 5. Aufl. Kosmos, Stuttgart 2016, ISBN 978-3-8289-3458-0 (EA Stuttgart 1998)
- Aus der Chronik des Staatsministeriums. In: 75 Jahre Bayerisches Staatsministerium für Landwirtschaft. Bayerisches Staatsministerium für Ernährung, Landwirtschaft und Forsten, München 1994, S. 43–149.
- Von Mönchen, Prinzen und Ministern. Das Gebäude des Landwirtschaftsministeriums und seine Nachbarschaft. Eine Chronik. Bayerisches Staatsministerium  für Ernährung, Landwirtschaft und Forsten – Referat Innerer Dienstbetrieb, München 1991.
- mit Frank Kreißler: Rückzugsort am Gardasee. Dr. Kurt von Koseritz und die Villa Cortine in Sirmione. In: Dessauer Kalender. 53, 2009, ISSN 0420-1264, S. 2–19.